# Torrente 3: El protector
Pour les articles homonymes, voir Torrente et Protector.
Série
Torrente 2: Misión en Marbella
(2001) Torrente 4: Lethal Crisis
(2011)
Pour plus de détails, voir Fiche technique et Distribution.
Torrente 3: El protector (Le Protecteur en français) est un film espagnol sorti en 2005 écrit et réalisé par Santiago Segura, troisième de la série des Torrente.

## Synopsis
L'eurodéputée italienne Giannina Ricci (célèbre pour sa lutte contre les entreprises polluantes) vient en Espagne pour dénoncer publiquement une multinationale espagnole. La direction de l'entreprise s'inquiète et suborne quelques hauts responsables de la police pour que la protection de l'eurodéputée ne soit pas la meilleure possible. C'est ainsi que José Luis Torrente, récemment réincorporé dans la police, a la tâche de protéger l'Italienne.

## Distribution
- Santiago Segura : José Luis Torrente
- Tony Leblanc : Mauricio Torrente / La grand-mère de José Luis Torrente
- Carlos Latre : Torrente enfant
- Yvonne Sciò : Giannina Ricci
- Javier Gutiérrez Álvarez : Solís
- José Mota : Josito
- Risitas : Robledillo
- Fernando Torres : un voyageur à l'aéroport de Madrid
- Iker Casillas : un client au bar
- Guti : un client au bar
- Iván Helguera : un client au bar
- Oliver Stone : un client au bar
- John Landis : l'ambassadeur arabe